# James Moodie
James Moodie († 1724) war ein schottischer Politiker.

## Leben
James Moodie wurde als zweiter Sohn von James Moodie of Melsetter (siehe auch: Melsetter House) und dessen erster Ehefrau geboren. Durch seine Mutter, einer Tochter von James Douglas, 11. Earl of Morton, besaß Moodie familiäre Verbindungen mit den Earls of Morton, die auf den Orkneyinseln einflussreich waren. Moodie starb ledig und ohne Nachkommen im Jahre 1724.

## Politischer Werdegang
Bei den Parlamentswahlen 1715 errang Moodie das Mandat des Wahlkreises Orkney and Shetland und zog in das britische Unterhaus ein. Er beerbte damit George Douglas, 13. Earl of Morton, der bei diesen Wahlen das Mandat des Wahlkreises Lanark Burghs gewann. Moodie war, mit einer Ausnahme, bei sämtlichen Abstimmungen im Parlament anwesend und stimmte in Übereinstimmung mit der regierenden Fraktion ab. Er erhielt für seine Abgeordnetentätigkeit eine Kompensationszahlung in Höhe von 400 £. Im Jahre 1722 trat George Douglas wieder im Wahlkreis Orkney and Shetland an und gewann abermals das Mandat, sodass Moodie aus dem britischen Unterhaus ausschied.